# 阿久比町立図書館

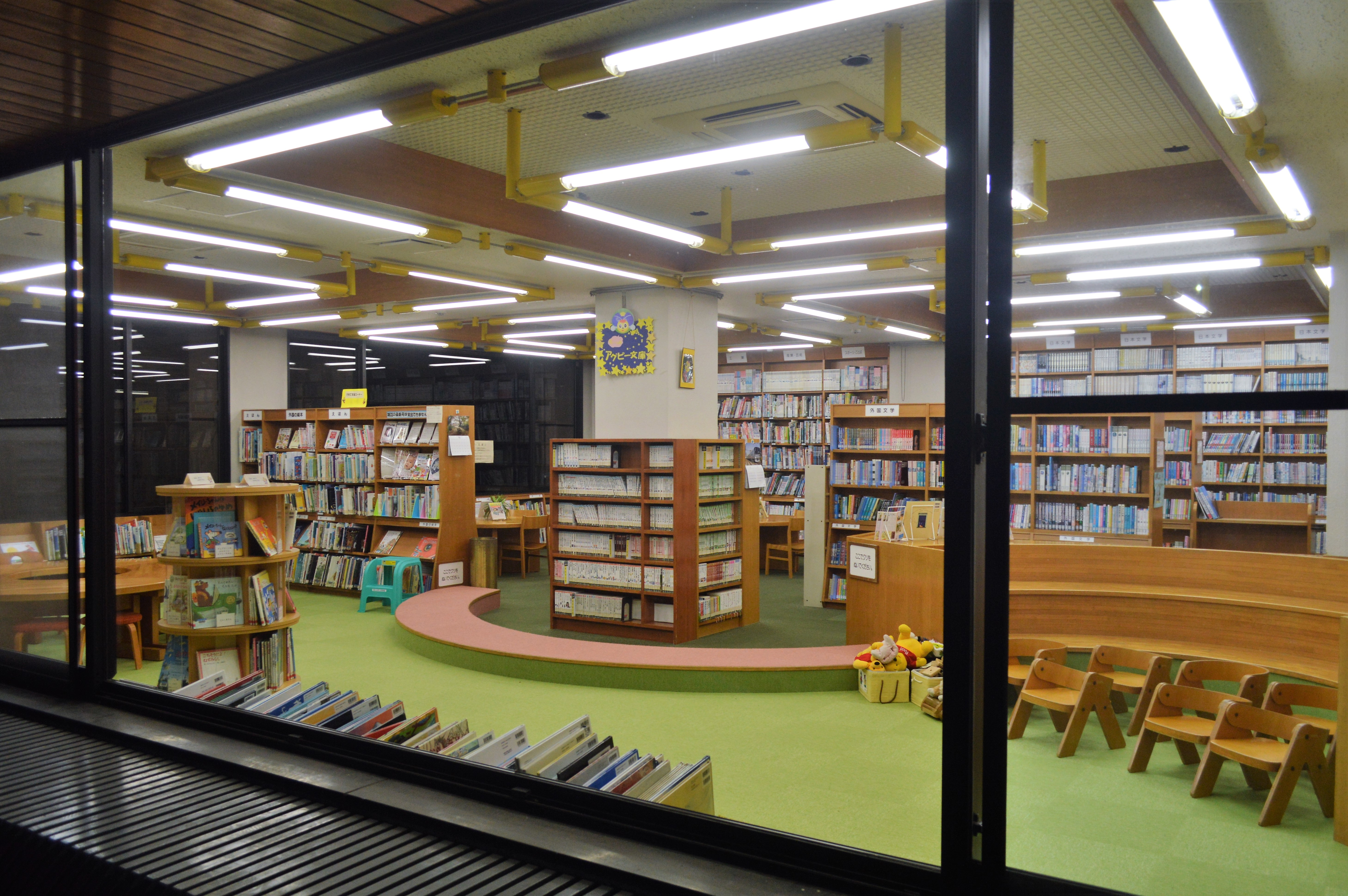
館内

阿久比町立図書館（あぐいちょうりつとしょかん）は、愛知県知多郡阿久比町の公共図書館である。1983年（昭和58年）に開館した。
2015年度の蔵書数は105,326点、貸出冊数は187,509点であった。2015年度末の阿久比町の人口は28,372人であり、町民1人あたり貸出冊数は6.6冊であった。

## 歴史
1980年（昭和55年）6月に知多郡阿久比町内で図書館の建設構想が打ち出された。同年10月から建物の設計が行われ、1981年（昭和56年）3月10日には延床面積が正式決定、1982年（昭和57年）1月20日には建設位置が最終決定された。この際に建物が坂部城の空堀にかかることが判明したため、日本考古学協会会員を団長とする坂部城調査団が組織されて、3月には敷地にかかる部分の発掘調査や地形測量が行われている。
1982年（昭和57年）6月24日に図書館の起工式が行われると、6月25日には坂部城の礎石と思われる遺構が発見されている。1983年（昭和58年）3月に竣工し、同年7月18日に阿久比町立図書館が開館。開館式には阿久比町名誉町民で元愛媛県知事の久松定武などを来賓に招いており、開館式後には安沢阿弥が於大の方を描いた日本画が披露された。独立施設の図書館は知多半島の5町において初だった。開館当初からコンピュータを導入しており、館外貸出や返却、蔵書の把握や予約などを瞬時に行うことができた。
開館時の蔵書数は25,171冊であった。なお、図書館開館から3日後の7月21日には名鉄河和線阿久比駅が開業しており、阿久比町では次々と大型事業が結実していた。開館から1年間の総貸出冊数は14万2629冊であり、1人あたり貸出冊数は5.4冊という高さだった。
1985年度末の蔵書数は53,566冊であり、初めて5万冊を超えた。日本図書館協会による1984年度の図書館活動実績調査によると、阿久比町の1人あたり貸出冊数は6.59冊であり、愛知県や中部地方の町村では第1位、全国の町村でも第8位だった。1986年（昭和61年）には建築の質と展開されるサービスの調和がとれている図書館に贈られる日本図書館協会建築賞の特定賞を受賞した。単純でわかりやすい全体構成、建物と調和した柔らかな質感の木製家具、周辺環境に配慮した携帯などの点が評価されている。
1988年（昭和63年）9月には敷地内に安沢阿弥の句碑を設置している。図書館開館前の1968年（昭和43年）に発足した阿久比四三読書会は、1987年から1994年にはしばしば読書会記念講演会を開催している。1993年8月には開館10周年を記念して、NHKアナウンサーの松平定知が記念講演を行った。
| 阿久比町立図書館の蔵書点数 | 阿久比町立図書館の蔵書点数 | 阿久比町立図書館の蔵書点数 | 阿久比町立図書館の蔵書点数 | 阿久比町立図書館の蔵書点数 |
| -------------------------- | -------------------------- | -------------------------- | -------------------------- | -------------------------- |
| 年度                       |                            |                            |                            | 点数                       |
| 1983年度                   | 1983年度                   |                            | 25,171                     | 25,171                     |
| 1990年度                   | 1990年度                   |                            | 84,953                     | 84,953                     |
| 2000年度                   | 2000年度                   |                            | 98,951                     | 98,951                     |
| 2010年度                   | 2010年度                   |                            | 104,182                    | 104,182                    |
| 2015年度                   | 2015年度                   |                            | 105,326                    | 105,326                    |
| 2022年度                   | 2022年度                   |                            | 111,246                    | 111,246                    |

講演会
- 1987年3月 : 西村滋（作家）「母恋放浪記と私」
- 1988年1月 : 竹内弘行（哲学者）「古代中国のくらしと現代」
- 1990年1月 : 鈴木悦通（花岳寺住職）「歴史と文学 思いつくままに」
- 1990年3月 : 小田正年（町教育長）「僕の青春と太宰治」
- 1991年1月 : 加古栄（元中学校長）「新年トーク あれこれ」
- 1993年2月 : 中野好彦「ヨーロッパで見た教育の実状について」
- 1993年8月19日 : 松平定知（NHKアナウンサー）「私の取材ノートから」（開館10周年記念講演会）
- 1994年1月 : 永井照代「ほたるの日記によせて」
- 1994年11月 : 阿刀田高（作家）「読書の楽しさ」

図書館が主催するイベントとしては、おはなし会、お楽しみ会、映画会など子ども向けの行事、万葉講座、童話作法講座など一般向けの行事があり、町民による自主的な講座も含めると、年間120-130回を開催していた。ヤングアダルトコーナーを設置する際には学生の意見を反映させた。これらの柔軟性ある運営が評価され、1992年（平成4年）11月には日本図書館協会などが主催する第78回全国図書館大会で、丹羽郡扶桑町の扶桑町図書館とともに優秀図書館として表彰された。1983年の開館から1992年末までの総貸出冊数は141万3000冊だった。
1993年（平成5年）には新システムを導入し、利用者用検索端末などが設置された。1993年（平成5年）時点では人口2万人台前半ながら年間2000万円近い図書購入費を有し、町民1人あたり貸出冊数は6冊を超えていた。1993年3月末時点の蔵書数は85,212冊であり、うち絵本・児童書は23,149冊、郷土資料は2,158冊であった。その他にAV資料は約2,000点あり、新聞は12紙を、雑誌は105誌を購読していた。
1996年（平成8年）6月には、開館以来の総貸出冊数が200万冊を突破した。1995年度（平成7年度）の貸出数は17万4891冊であり、住民1人あたり貸出冊数は「県内でも高いレベル」の7.2冊であった。2004年度末の蔵書数は100,878冊であり、初めて10万冊を超えた。2013年（平成25年）6月には「開館30周年記念図書館展」を行った。
2009年（平成21年）には名古屋鉄道と名鉄不動産が32ヘクタールの住宅地「陽なたの丘」の分譲を開始したこともあって、阿久比町は子育て世代を中心に人口が増加。2010年国勢調査から2015年国勢調査の5年間の人口増加率は、長久手市に次いで愛知県2位の9.0%に達した。
2016年（平成28年）7月1日には2階の児童・親子閲覧室がリニューアルされ、それまでにはなかった母親向けの本や雑誌が並べられたほか、新たに購入した回転式本棚に絵本が並べられた。2016年時点で38台分の駐車場があったが、2016年予算で25台分を増やして、2017年3月17日から63台分とした。2016年時点の来館者数は年間約9万人。2016年3月時点の蔵書数は約10万4000冊。

## 立地・施設
名鉄河和線坂部駅から南西に300m、坂部城址があり城山公園として整備されている丘の中腹に、単独館として阿久比町立図書館がある。周辺には津嶋神社や最勝寺などの寺社や、阿久比町立城山保育園などがある。図書館の西500ｍには阿久比町立阿久比スポーツ村があり、阿久比球場、阿久比スポーツ村陸上競技場、公益財団法人スポーツ医・科学研究所などがある。
建物の設計は岡設計。城址にふさわしい外観として日本瓦を用いた和風建築が採用された。瓦屋根は緩やかな傾斜であり、かつての城の姿を彷彿とさせている。建物は丘の斜面に建てられており、正面玄関のある2階を主階としている。1階には学習室、視聴覚室、視聴覚準備室、閉架書庫などが、2階には一般開架室、一般閲覧室、参考・郷土資料室、親子・児童閲覧室、新聞・雑誌閲覧室、展示ホールなどがある。いずれの部屋も大きな窓が室内に開放感を与えている。蔵書収容能力は10万冊。

## 利用案内
| 阿久比町立図書館の利用案内 | 阿久比町立図書館の利用案内                                                                                                |
| -------------------------- | --- |
| 開館時間                   | 平日は10時-18時、土日祝は10時-17時                                                                                        |
| 休館日                     | 月曜日、毎月最終木曜日、年末年始、特別整理期間                                                                            |
| 冊数・期間                 | 10点まで2週間 ただし視聴覚資料・雑誌・漫画は3点まで1週間                                                                  |
| 貸出可能者                 | 知多半島5市5町の在住・在勤・在学者 （阿久比町・東海市・大府市・知多市・半田市・常滑市・東浦町・武豊町・美浜町・南知多町） |

知多半島5市5町（阿久比町・東海市・大府市・知多市・半田市・常滑市・東浦町・武豊町・美浜町・南知多町）は広域貸出制度を制定しており、5市5町在住・在勤・在学者であれば貸出登録を行うことができる。